# Consonne éjective
En phonétique, une consonne éjective est produite avec un mouvement de la glotte plus ou moins simultané à la production de la consonne et le plus souvent un mouvement ascendant du larynx. C'est donc une consonne glottalisée utilisant un flux glottal, donc non pulmonaire, au même titre que les consonnes injectives.
En alphabet phonétique international, le caractère éjectif est noté par une apostrophe (ʼ) suivant le symbole de la consonne (à ne pas confondre avec l'accent tonique, noté ˈ).

## Production
On peut décrire une éjective comme une consonne impliquant un double jeu des organes phonatoires. Si l'on prend le cas d'un /k/ éjectif, noté [kʼ], on aura : 
- la mise en place des organes pour la production d'un [k] (la cavité buccale est fermée par le dos de la langue placée contre le palais mou) ;
- une fermeture complète de la glotte suivie d'une remontée plus ou moins importante du larynx.

Cette remontée (parfois décelable visuellement par un mouvement de la pomme d'Adam) provoque une surpression dans la cavité buccale située entre la glotte et le point d'articulation de l'occlusive ; pour le [kʼ] : au niveau du palais mou), laquelle entraîne une décompression audible lorsque l'air s'échappe par la bouche lors de la phase de désocclusion. Quand la remontée est absente, l'articulation peut être considérée comme la production d'une consonne accompagnée d'un coup de glotte (consonne glottalisée simple).
Ce type de production implique d'abord que la cavité buccale soit relativement hermétique pendant la fermeture laryngale, ce qui explique pourquoi les éjectives sont toutes des consonnes constrictives (et même principalement des occlusives). D'autre part, la fermeture de la glotte interdit la vibration concomitante des cordes vocales : les éjectives sont donc naturellement sourdes. Un son sonore indiqué comme éjectif doit donc être compris comme glottalisé.
On distingue les consonnes éjectives des : 
- injectives par le mouvement du larynx : il s'abaisse pour une injective (et crée une dépression dans la cavité buccale), monte pour une éjective (en créant une surpression) ;
- clics parce que ces derniers, bien qu'ils fassent intervenir eux aussi un flux non pulmonaire, n'ont pas de point d'obstruction situé plus bas que le palais mou.

## Exemples
Parmi les langues qui font usage de telles consonnes, on peut citer les langues caucasiennes, les langues athapascanes et le salish d'Amérique du Nord, les langues mayas et l'aymara, les langues afro-asiatiques comme l'amharique et le haoussa, les langues nilo-sahariennes, les langues khoïsan d'Afrique du Sud, etc. D'après Peter Ladefoged et Ian Maddieson (dans The Sounds of the World's Languages, Blackwells, 1996), on trouverait des consonnes éjectives dans 18 % des langues du monde.
Les éjectives les plus courantes sont des occlusives vélaires ou uvulaires : [kʼ] (écouter), [qʼ] (écouter) ; la glottalisation est cependant possible à d'autres points d'articulation : [tʼ] (écouter), [pʼ] (écouter) bien que cela implique une plus grande suppression (une dentale ou une apicale voire une bilabiale créant une plus grande cavité buccale). Pour les affriquées, [tsʼ] (écouter), [tʃʼ] (écouter), [tɬʼ] (écouter), [kxʼ] (écouter) ou [qχʼ] (écouter) se rencontrent assez souvent, tandis que [tɕʼ] (écouter) ou [ʈʂʼ] (écouter) (attestés en oubykh) sont plus rares.
Enfin, les fricatives sont attestées bien que plus rares comme [sʼ] (écouter) attesté dans certains dialectes haoussa ; l'oubykh possède même une fricative latérale éjective [ɬʼ] (écouter) ; le dialecte necaxa de la langue totonac utilise une fricative labio-dentale éjective [fʼ] (écouter). On trouve, en kabarde, ces deux sons en plus d'une post-alvéolaire palatalisée [ʃʲʼ]  (écouter). Enfin, le tlingit utilise, entre autres, des fricatives alvéolaire [sʼ], latérale [ɬʼ], vélaire [xʼ]  (écouter), et uvulaire [χʼ] (écouter), qu'il peut labiovélariser.

## Linguistique historique
Il est souvent admis (par exemple par André Martinet que les consonnes emphatiques des langues sémitiques étaient à l'origine des glottalisées.
D'autre part, il existe un courant en linguistique comparée des langues indo-européennes qui considère que les consonnes sonores restituées de l'indo-européen étaient auparavant des glottalisées. C'est la « théorie glottaliste ».

## Codage informatique
Pour Unicode, l'apostrophe de glottalisation (U+02BC) utilisée comme symbole phonétique ou dans l'orthographe de certaines langues d'Afrique est censée être codée par un autre caractère que l'apostrophe typographique (U+2019).
Dans les faits, l'apostrophe de glottalisation étant moins accessible que l'apostrophe typographique, c'est cette dernière qui prévaut le plus souvent.